# Thiago Neves
Thiago Neves Augusto (Curitiba, 27 de fevereiro de 1985) é um ex-futebolista brasileiro que atuava como meio-campista.

## Carreira

### Paraná e Vegalta Sendai
Destaque das categorias de base do Paraná, por onde atuou entre 2000 e 2005, Thiago Neves chegou a ser promovido aos profissionais em 2004, mas foi no ano seguinte que passou a atuar na equipe profissional do seu clube do coração, chegando a figurar entre os melhores jogadores do campeonato estadual. Apesar das boas atuações, o jogador já apresentava problemas disciplinares naquela temporada — tanto que, em novembro, acabou afastado da equipe após chegar atrasado a treinamentos. O então técnico paranista, Luiz Carlos Barbieri, não teve dúvidas ao punir o meio-campista, que também havia tido problemas com o treinador anterior, Lori Sandri.
O jogador, porém, havia feito um ótimo primeiro turno no Campeonato Brasileiro de 2005. Na surpreendente campanha do Paraná, foi bastante efetivo e se valorizou. Ainda que, depois, os problemas disciplinares tenham minado seu espaço no clube. Barbieri deixou o caso nas mãos da direção e, assim, Thiago Neves foi para o Vegalta Sendai, do Japão. No clube da Segunda Divisão Japonesa (J2 League), foi treinado por Joel Santana e teve ainda as companhias do centroavante Borges, outro ex-paranista, além do meia Lopes Tigrão, ex-Palmeiras, Juventude e Cruzeiro.

### Fluminense
Contratado pelo Fluminense no início de 2007, Thiago Neves chegou no clube para ser apenas uma peça de reposição. O jogador, no entanto, logo se firmou e foi fundamental na campanha do título da Copa do Brasil, sendo destaque ao entrar no decorrer das partidas. O principal obstáculo para ser titular do Tricolor tinha nome: o meia Carlos Alberto, principal contratação do Flu na temporada. Mas logo após o título da Copa do Brasil, Carlos Alberto foi contratado pelo Werder Bremen, da Alemanha, e Thiago Neves ganhou mais chances de mostrar o seu verdadeiro futebol.
Desde o início do Campeonato Brasileiro, Thiago começou a fazer belas partidas, como na vitória por 3–0 diante do Internacional, em que começava a mostrar uma de suas fortes características: o chute de longa distância, especialmente em cobranças de falta, além de apresentar um ótimo drible e técnica. Naquela partida, válida pela 3ª rodada, o goleiro colorado Renan sofreu o primeiro dos 14 gols que o meio-campista faria no Brasileirão. No segundo semestre de 2007, envolveu-se em problemas extracampo ao faltar treinos para negociar com o Palmeiras e chegou a esconder conversas do treinador Renato Gaúcho. Mas o problema se resolveu assim que Thiago renovou seu contrato, assumindo um compromisso de três anos pela equipe tricolor. Ao final do Campeonato Brasileiro, Thiago ganhou a Bola de Ouro da revista Placar como o melhor jogador deste campeonato.
Na Copa Libertadores da América de 2008, Thiago Neves teve excelentes atuações e participações decisivas. Na final, ele marcou os três gols da vitória do Fluminense sobre a LDU Quito no tempo regulamentar. Como não era o resultado necessário, a partida foi para a prorrogação, e depois à disputa por pênaltis. Thiago Neves não conseguiu levar o seu time ao título, desperdiçando sua cobrança, assim como Washington e Darío Conca. Mesmo assim, obteve a marca de ser o primeiro jogador a marcar três gols em uma final da Copa Libertadores da América.

### Hamburgo
No dia 29 de agosto de 2008, foi vendido ao Hamburgo por 9 milhões de euros (cerca de 20 milhões de reais).

### Retorno ao Fluminense
Após ficar pouco mais de seis meses na Alemanha, o jogador não teve muitas oportunidades e foi negociado com o Al-Hilal, da Arábia Saudita, por 7 milhões de euros. O empresário do atleta propôs um acordo em que o jogador fosse emprestado ao Fluminense por cinco meses, o que foi aceito. Thiago Neves disputou o Campeonato Carioca e a Copa do Brasil pelo Tricolor em 2009. Apesar de não repetir as atuações enlouquecedoras de antes, ele realizou bons jogos. Assim como todo o time, não rendeu tudo o que podia.

### Al-Hilal
Em junho de 2009, Thiago Neves voltou ao Al-Hilal após o término do seu contrato de empréstimo. Entretanto, voltou a jogar como nos velhos tempos e foi o artilheiro do Campeonato Saudita.

### Flamengo
Em 13 de janeiro de 2011, assinou com o Flamengo que adquiriu 20% dos direitos econômicos do jogador. Os demais 80% continuam sendo do Al-Hilal. Nessa contratação, o Flamengo gastou cerca de 1,5 milhões de euros.
Seu primeiro gol com a camisa do Fla aconteceu em 30 de janeiro, na vitória de 2–1 contra o Vasco da Gama. Thiago Neves deu um lençol no goleiro do Vasco da Gama, Fernando Prass, e tocou de coxa para as redes. Conquistou seu primeiro título pelo Flamengo, a a Taça Guanabara, após a vitória de 1–0 na final contra o Boavista, em que Ronaldinho Gaúcho marcou de falta. Mais tarde, na semifinal da Taça Rio, ele fez o gol de empate contra seu ex-clube, o Fluminense, no empate por 1–1, levando a vaga na final para os pênaltis, vencida pelo Flamengo. Na final, se o seu time vencesse o Vasco da Gama, seria campeão do Campeonato Carioca. O jogo terminou em 0–0 e a equipe rubro-negra venceu na disputa por pênaltis. Thiago Neves foi o craque do torneio, o melhor meia-esquerda e também o craque da galera, além de ser o artilheiro do Flamengo na competição.
Já pelo Campeonato Brasileiro de 2011, foi um dos destaques da equipe ao lado de Ronaldinho Gaúcho, Willians e Léo Moura. O meia teve grande atuação no dia 27 de julho, na Vila Belmiro, na emocionante vitória por 5–4 contra o Santos. Além de marcar o segundo gol rubro-negro (quinto do jogo), de cabeça, Thiago Neves ainda deu uma assistência para o último gol, feito por Ronaldinho.

### Terceira passagem pelo Fluminense
No dia 17 de janeiro de 2012, foi confirmado o retorno do meia ao Fluminense. Essa foi a terceira passagem do jogador pelo clube, com o qual assinou contrato por quatro temporadas. A contratação do jogador foi concretizada após uma disputa por cerca de duas semanas entre Flamengo e Fluminense, o valor da transação foi de cerca de 16 milhões de reais. No dia 20 de janeiro, foi apresentado oficialmente pelo Flu no Salão Nobre das Laranjeiras, com transmissão ao vivo através do Twitter.
Após a saída do atacante Rafael Moura para o Internacional, Thiago Neves voltou a usar a camisa 10, com a qual atuou em suas duas primeiras passagens pelo Fluminense.
No dia 20 de outubro de 2012, Thiago Neves despertou interesse do Milan com suas atuações pelo Flu, e foi publicado por um jornal oficial da Itália, de acordo com a imprensa italiana, que o Milan teria interesse em contar com o atleta em 2013. Lazio e Roma também estariam observando o apoiador, que tinha contrato com o clube das Laranjeiras até 2016. Dois dias depois, o Milan desmentiu a negociação com o meia. Durante a partida em que o Fluminense foi campeão, contra o Palmeiras, Thiago só deu um chute a gol e parou no goleiro Bruno.
Em 24 de janeiro de 2013, o jogador teria sido sondado pelo Spartak Moscou. O diretor executivo do Fluminense, Rodrigo Caetano, porém, descartou a saída de Thiago Neves para o time russo. No mesmo dia, o meio-campista deu uma assistência para Leandro Euzébio marcar o gol da vitória de 1–0 sobre o Olaria no Campeonato Carioca. Já no no dia 13 de fevereiro, Thiago acabou ficando fora da partida contra o Caracas, pela Libertadores, após ser vítima de sinusite. Na ocasião, ele tomou um remédio por indicação de um médico particular, que não pertencia ao departamento médico do Fluminense. Ao receber a informação, o diretor Rodrigo Caetano decidiu pelo corte, uma vez que o remédio teria corticosteroide, substância proibida por alterar o rendimento do atleta. No dia 24 de fevereiro, Thiago perdeu um pênalti contra o Madureira em um jogo que terminou empatado em 2–2. Já no dia 2 de março, Thiago Neves balançou as redes e marcou um gol contra o rival Vasco, mas sua equipe sofreu a virada aos 41 minutos do segundo tempo e acabou perdendo por 3–2. Com essa derrota, o Flu acabou ficando fora da final da Taça Guanabara. Em seguida, Thiago ficou ausente do time por mais de duas semanas por conta de um estiramento na panturrilha esquerda. O jogador voltou da lesão no dia 28 de abril, atuando no jogo contra o Volta Redonda; na ocasião, marcou um gol por cobertura, o último da vitória por 4–1, que qualificou o Tricolor para a final da Taça Rio, contra o Botafogo.

### Retorno ao Al-Hilal
Em 10 de julho de 2013, o brasileiro foi vendido novamente ao Al-Hilal, da Arábia Saudita, por 6 milhões de euros.

### Cruzeiro

#### 2017
No dia 5 de janeiro, Thiago Neves acertou com o Cruzeiro e recebeu a camisa 30, assinando contrato por três temporadas.
Anotou seu primeiro gol pelo clube celeste no dia 1 de abril, no clássico contra o Atlético Mineiro, vencido pelo Cruzeiro por 2–1, no Mineirão. No primeiro turno do Campeonato Brasileiro pelo Cruzeiro, Thiago Neves marcou seis gols (contra Santos, Grêmio, Coritiba, Atlético Mineiro, Palmeiras e Vasco da Gama), além de duas assistências. Nunca o jogador tinha feito tantos gols em um primeiro turno de Campeonato Brasileiro, superando as temporadas em que esteve no Flamengo e no Fluminense, além do início de carreira no Paraná.
Foi um dos principais destaques da ótima campanha do Cruzeiro na Copa do Brasil, tendo inclusive marcado o gol que classificou a Raposa para a final contra o Grêmio na disputa de pênaltis, no Mineirão, e o gol do título também numa disputa de penalidades, desta vez contra o Flamengo.

#### 2019
Já em 2019, passou a vestir a camisa 10 após a saída do uruguaio Giorgian De Arrascaeta para o Flamengo. Após um início de ano apagado, tendo inclusive ficado na reserva em vários jogos, foi decisivo no dia 5 de junho, contra o Fluminense, numa partida válida pela Copa do Brasil. Thiago Neves jogou os 120 minutos, fez dois gols no empate em 2–2 e cobrou o pênalti que definiu a classificação do Cruzeiro.
Posteriormente se envolveu na polêmica demissão do treinador Rogério Ceni, tendo sido acusado como um dos culpados, ao lado do zagueiro Dedé. Depois foi apontado por muitos como o responsável pela queda da Raposa para a Série B. As principais delas aconteceram justamente na semana da queda da Raposa. Primeiro, Thiago Neves perdeu um pênalti crucial na derrota de 1–0 para o CSA, em pleno Mineirão, no dia 28 de novembro. Muitos afirmam ter sido um erro proposital porque, horas depois, foi vazado um áudio no qual o meia cobra salários atrasados do gestor de futebol do Cruzeiro, Zezé Perrella. O jogador, porém, garantiu não ter errado a cobrança por querer, nem vazado o áudio.
No dia 20 de dezembro, Thiago Neves pediu rescisão do Cruzeiro e divulgou a seguinte nota jurídica:
"O jogador Thiago Neves, representado pela assessoria jurídica da Fatto Gestão (conceituado escritório Martins Castro Monteiro Advogados), empresa responsável pela carreira do atleta, em virtude da falta de pagamento de três meses de salário, sete meses de direito de imagem, encargos trabalhistas em aberto, somadas às ameaças sofridas contra si e sua família e, por fim, às declarações de dirigentes do Cruzeiro, o atleta Thiago Neves não teve outra alternativa senão propor uma ação trabalhista contra o Cruzeiro Esporte Clube pleiteando a rescisão do contrato de trabalho e recebimento dos valores devidos. O atleta não busca nada além dos seus direitos."
O meia teve a sua rescisão oficializada no dia 22 de janeiro de 2020.

### Grêmio
Em 25 de janeiro, foi divulgada uma entrevista de Thiago Neves concedida a Walter Casagrande em que contava que ele e sua esposa gostavam do treinador do Grêmio, Renato Gaúcho, com quem o meia já havia trabalhado anteriormente, mas que ele não "forçaria a barra" para atuar pelo clube gaúcho. Dois dias depois, após pouco mais de uma semana de negociação, o meia foi anunciado oficialmente como novo reforço do Grêmio. Em sua apresentação no clube, juntamente com Diego Souza, no dia 28 do mesmo mês, ele recebeu a camisa 10, usada no ano anterior por Felipe Vizeu, que havia deixado havia poucas semanas a agremiação porto-alegrense, e declarou que queria o seu ano fosse de "poucas palavras e muito futebol". Posteriormente, foi divulgado que o contrato do atleta previa uma renovação automática com prêmio de 2,4 milhões de reais e aumento salarial caso ele assinasse a súmula de vinte partidas.
Neves iniciou sua passagem no clube atuando em poucos jogos. Marcou seu primeiro gol no dia 15 de março, na vitória de 3–2 contra o São Luiz, válida pelo Campeonato Gaúcho. Após o tento, o atleta disse que estava atuando sem ritmo de jogo, mas que o gol tinha lhe "tirado um peso das costas". Depois da pausa nas competições por causa da pandemia de COVID-19, o meia começou a ser escalado mais vezes pelo treinador Renato Portaluppi, geralmente entrando como substituto nas partidas no lugar de Jean Pyerre. Enfrentava, no entanto, muitas críticas da torcida, o que levou o treinador a defendê-lo em entrevista coletiva, qualificando-o como "diferenciado" e afirmando que seus críticos o elogiariam futuramente.
No final de agosto, o futebolista ganhou seu primeiro título atuando pelo Grêmio, o Campeonato Gaúcho, depois de vitória por quatro a três no agregado contra o Caxias. A conquista, contudo, não amenizou as críticas de parte da torcida ao atleta. Logo no jogo seguinte, Neves foi escalado como titular na derrota em casa por dois a um para o Sport Recife, então último colocado do Campeonato Brasileiro. Apesar do meia ter sido o jogador que mais finalizou na partida, parte da torcida o tomou como culpado pela insucesso nas redes sociais. Em entrevista coletiva após a partida, Renato Gaúcho defendeu o meia, sustentando que ele era vítima de um "massacre", do mesmo modo que o centroavante André, dispensado pelo clube semanas antes.
Apesar da defesa do treinador, a direção do Grêmio anunciou no dia seguinte que rescindiria unilateralmente o contrato de Thiago Neves. Entre os motivos citados pela imprensa para isso, estavam o alegado fraco rendimento do atleta em campo e a aproximação da cláusula de renovação automática de seu contrato assim que ele assinasse a súmula de vinte partidas. À época, Neves já havia assinado dezessete súmulas. No mesmo dia, o meia divulgou uma nota afirmando que não havia recebido uma comunicação oficial do Grêmio sobre a rescisão e que pretendia cumprir integralmente o seu contrato. Em 14 de setembro de 2020, a rescisão foi oficializada pelo clube. O atleta recebeu 3,4 milhões de reais pela rescisão unilateral e por acordo extrajudicial por danos morais, uma vez que a rescisão foi anunciada por telefone, e não formalmente.

### Sport

#### 2020
Após sair do Grêmio, Thiago Neves foi sondado pelo Atlético Mineiro para ser contratado pelo clube a pedido do treinador Jorge Sampaoli. Entretanto, devido a protestos da torcida, a diretoria acabou desistindo da negociação. O atleta foi anunciado oficialmente como contratação do Sport em 17 de setembro. No dia seguinte, foi apresentado e recebeu a camisa número 30.
Fez sua estreia pelo time rubro-negro na vitória por 1–0 para o Corinthians, em jogo da 12ª rodada do Campeonato Brasileiro. Já seu primeiro gol pelo Leão foi na derrota por 2–1 para o Botafogo, válida pela 15ª rodada do Brasileirão. Marcou também nas vitórias por 1–0 sobre o Athletico Paranaense na 19ª rodada, no 1–0 sobre o Coritiba na 25ª e também na de 1–0 sobre o Fortaleza pela 28ª, todas pelo Campeonato Brasileiro. Ainda fez um gol de bicicleta contra o Bahia, pela 32ª rodada do mesmo Brasileiro, em partida que ainda teve três gols anulados do lateral Ewerthon para o Sport e um gol do zagueiro Iago Maidana. O jogo terminou 2–0 para os rubro-negros na Ilha do Retiro.
Thiago Neves terminou como o artilheiro do Sport na competição com seis gols, ao lado do zagueiro Iago Maidana. No dia 28 de fevereiro de 2021, o Sport anunciou a renovação de seu contrato até o final do referido ano.

#### 2021
Após seu gol de falta contra o Central, pelo Campeonato Pernambucano, o Sport encerrou uma seca de um ano e cinco meses sem fazer gols de falta (o último havia sido de Pedro Carmona, contra o Vitória, pela Série B de 2019). Em seguida acabou contraindo COVID-19 e na sequência se lesionou, ficando fora do resto do estadual, voltando apenas no jogo de ida da final contra o Náutico, que terminou em 1–1. Esteve em campo no jogo decisivo no Estádio dos Aflitos, que também terminou em 1–1 e acabou com a vitória do Náutico por 5–3 nos pênaltis.
Já no dia 30 de maio, contra o Internacional, marcou de pênalti na estreia do Sport no Campeonato Brasileiro, num empate em 2–2 fora de casa. Após um clima pesado internamente no clube, com renúncias do presidente e também do vice-presidente, Thiago cogitou sair do Leão e até encerrar a carreira, mas chegou a um acordo para permanecer no Recife. No entanto, dias depois não atuou na vitória do Sport por 1–0 contra o América Mineiro, fora de casa.
O jogador deixou o clube no dia 20 de setembro, acertando a rescisão do contrato em comum acordo com a diretoria.

### Aposentadoria
Em 25 de outubro de 2023, durante uma entrevista no programa Bola da Vez, da ESPN, Thiago Neves confirmou oficialmente a sua aposentadoria.

## Seleção Nacional

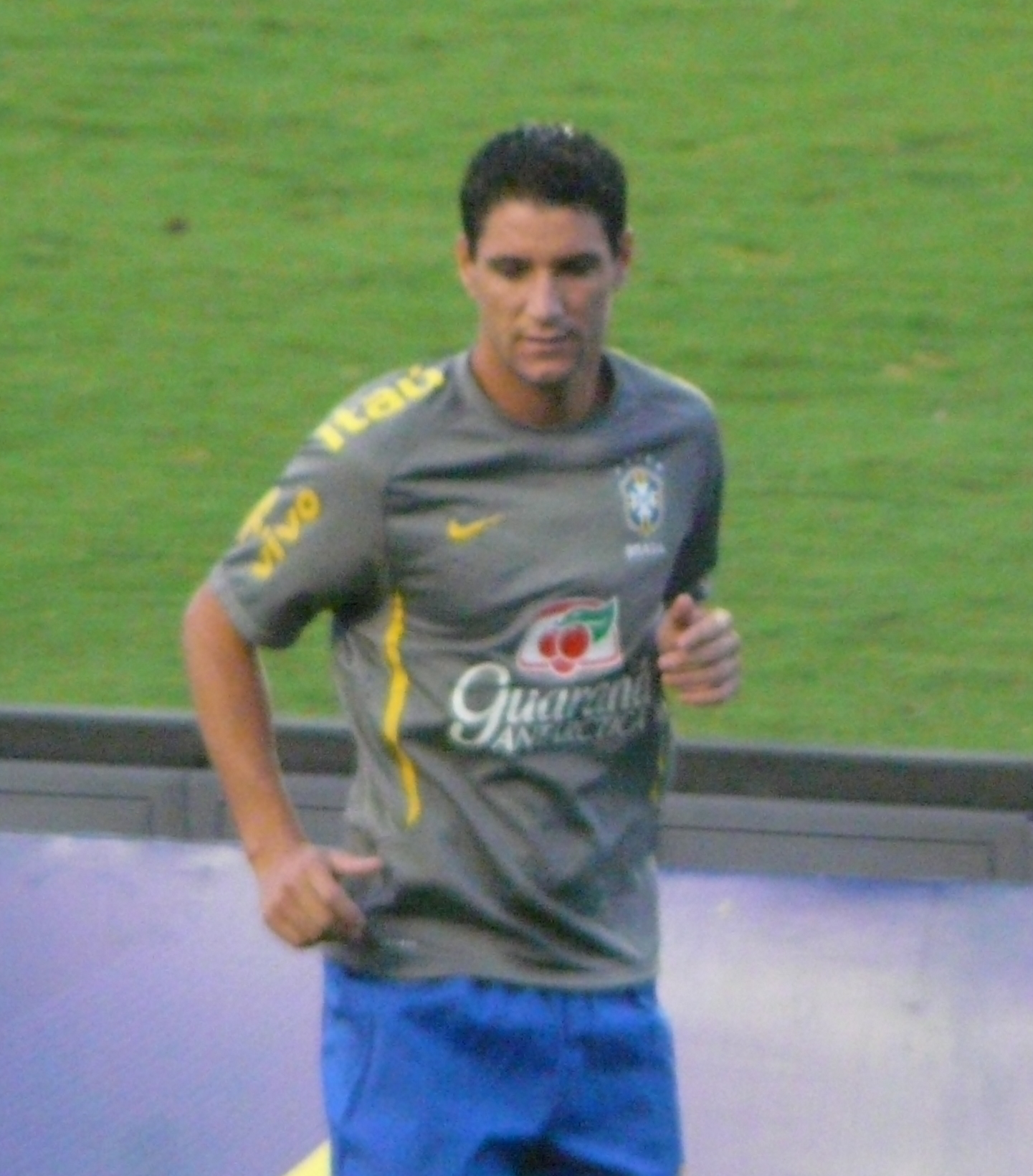
Thiago Neves treinando com a Seleção Brasileira em 2011

No início de 2008, foi convocado pelo técnico Dunga para dois amistosos da Seleção Brasileira. Foi convocado também para a Seleção Olímpica que disputou os Jogos Olímpicos de Verão de 2008, destacando-se ao entrar no decorrer dos jogos e marcando dois gols contra a China. Foi expulso após cometer falta dura em Javier Mascherano no jogo contra a Argentina e não disputou o jogo pela medalha de bronze, que acabou vencido pelo Brasil.
No dia 19 de maio de 2011 foi convocado para a Seleção comandada por Mano Menezes, para os amistosos contra Romênia e Holanda. No dia 5 de setembro, retornou a Seleção para a disputa do Superclássico das Américas (torneio entre Brasil e Argentina).
Em 11 de setembro de 2012, Thiago foi novamente convocado para disputar o Superclássico das Américas ao lado de seus companheiros de time Wellington Nem e Carlinhos. Na primeira partida, Thiago fez o último levantamento de bola da partida que resultou em pênalti convertido por Neymar e, de virada, o Brasil venceu a Argentina por 2–1.
Thiago foi convocado mais uma vez no dia 27 de setembro de 2012, para dois amistosos contra o Iraque e Japão. Jogou as duas partidas, atuando por apenas cinco minutos na goleada de 4–0 contra o Japão. No dia 31 de outubro, Thiago Neves ganhou uma nova chance na Seleção. Fez sua primeira partida começando como titular contra a Colômbia, no dia 14 de novembro.

## Estatísticas
Atualizadas até 29 de abril de 2021

### Clubes
| Clube             | Temporada         | Campeonato nacional | Campeonato nacional | Campeonato nacional | Copa nacional[a] | Copa nacional[a] | Copa nacional[a] | Competições continentais[b] | Competições continentais[b] | Competições continentais[b] | Outros torneios[c] | Outros torneios[c] | Outros torneios[c] | Total | Total | Total   |
| Clube             | Temporada         | Jogos               | Gols                | Assist.             | Jogos            | Gols             | Assist.          | Jogos                       | Gols                        | Assist.                     | Jogos              | Gols               | Assist.            | Jogos | Gols  | Assist. |
| ----------------- | ----------------- | ------------------- | ------------------- | ------------------- | ---------------- | ---------------- | ---------------- | --------------------------- | --------------------------- | --------------------------- | ------------------ | ------------------ | ------------------ | ----- | ----- | ------- |
| Paraná            | 2005              | 29                  | 3                   | 0                   | —                | —                | —                | —                           | —                           | —                           | —                  | —                  | —                  | 29    | 3     | 0       |
| Paraná            | Total             | 29                  | 3                   | 0                   | 0                | 0                | 0                | 0                           | 0                           | 0                           | 0                  | 0                  | 0                  | 29    | 3     | 0       |
| Vegalta Sendai    | 2006              | 35                  | 8                   | 0                   | 0                | 0                | 0                | 0                           | 0                           | 0                           | 1                  | 0                  | 0                  | 36    | 8     | 0       |
| Vegalta Sendai    | Total             | 35                  | 8                   | 0                   | 0                | 0                | 0                | 0                           | 0                           | 0                           | 1                  | 0                  | 0                  | 36    | 8     | 0       |
| Fluminense        | 2007              | 33                  | 12                  | 13                  | 9                | 2                | 0                | —                           | —                           | —                           | 8                  | 0                  | 0                  | 50    | 14    | 13      |
| Fluminense        | 2008              | 5                   | 1                   | 1                   | —                | —                | —                | 13                          | 7                           | 4                           | 15                 | 9                  | 0                  | 32    | 17    | 5       |
| Fluminense        | Total             | 38                  | 13                  | 14                  | 9                | 2                | 0                | 13                          | 7                           | 4                           | 23                 | 9                  | 0                  | 83    | 31    | 18      |
| Hamburgo          | 2008–09           | 6                   | 0                   | 2                   | 0                | 0                | 0                | 3                           | 0                           | 0                           | 0                  | 0                  | 0                  | 9     | 0     | 2       |
| Hamburgo          | Total             | 6                   | 0                   | 2                   | 0                | 0                | 0                | 3                           | 0                           | 0                           | 0                  | 0                  | 0                  | 9     | 0     | 2       |
| Fluminense        | 2009              | 7                   | 0                   | 1                   | 7                | 3                | 0                | 0                           | 0                           | 0                           | 12                 | 5                  | 0                  | 26    | 8     | 1       |
| Fluminense        | Total             | 7                   | 0                   | 1                   | 7                | 3                | 0                | 0                           | 0                           | 0                           | 12                 | 5                  | 0                  | 26    | 8     | 1       |
| Al-Hilal          | 2009–10           | 20                  | 11                  | 7                   | 4                | 1                | 0                | 6                           | 2                           | 0                           | 2                  | 2                  | 0                  | 32    | 16    | 7       |
| Al-Hilal          | 2010–11           | 11                  | 6                   | 2                   | 0                | 0                | 0                | 3                           | 0                           | 0                           | 0                  | 0                  | 0                  | 14    | 6     | 2       |
| Al-Hilal          | Total             | 31                  | 17                  | 9                   | 4                | 1                | 0                | 9                           | 2                           | 0                           | 2                  | 2                  | 0                  | 46    | 22    | 9       |
| Flamengo          | 2011              | 33                  | 12                  | 5                   | 6                | 2                | 4                | 2                           | 0                           | 0                           | 16                 | 7                  | 2                  | 57    | 21    | 11      |
| Flamengo          | Total             | 33                  | 12                  | 5                   | 6                | 2                | 4                | 2                           | 0                           | 0                           | 16                 | 7                  | 2                  | 57    | 21    | 11      |
| Fluminense        | 2012              | 29                  | 5                   | 8                   | —                | —                | —                | 9                           | 0                           | 2                           | 11                 | 4                  | 0                  | 49    | 9     | 10      |
| Fluminense        | 2013              | 2                   | 0                   | 0                   | —                | —                | —                | 6                           | 0                           | 0                           | 8                  | 2                  | 0                  | 16    | 2     | 0       |
| Fluminense        | Total             | 31                  | 5                   | 8                   | 0                | 0                | 0                | 15                          | 0                           | 2                           | 19                 | 6                  | 0                  | 65    | 11    | 10      |
| Al-Hilal          | 2013–14           | 22                  | 13                  | 1                   | 3                | 1                | 0                | 14                          | 4                           | 2                           | 1                  | 3                  | 3                  | 40    | 21    | 6       |
| Al-Hilal          | 2014–15           | 20                  | 10                  | 1                   | 4                | 3                | 1                | 7                           | 1                           | 1                           | 8                  | 4                  | 1                  | 39    | 17    | 4       |
| Al-Hilal          | Total             | 42                  | 23                  | 2                   | 7                | 4                | 1                | 21                          | 5                           | 3                           | 9                  | 7                  | 4                  | 79    | 39    | 10      |
| Al-Jazira         | 2015–16           | 21                  | 7                   | 6                   | 5                | 3                | 4                | 5                           | 0                           | 1                           | 3                  | 0                  | 0                  | 34    | 10    | 12      |
| Al-Jazira         | Total             | 21                  | 7                   | 6                   | 5                | 3                | 4                | 5                           | 0                           | 1                           | 3                  | 0                  | 0                  | 34    | 10    | 12      |
| Cruzeiro          | 2017              | 33                  | 11                  | 7                   | 13               | 2                | 3                | 2                           | 2                           | 0                           | 9                  | 2                  | 3                  | 57    | 17    | 13      |
| Cruzeiro          | 2018              | 24                  | 3                   | 0                   | 7                | 2                | 0                | 9                           | 5                           | 0                           | 14                 | 5                  | 3                  | 54    | 15    | 3       |
| Cruzeiro          | 2019              | 28                  | 6                   | 4                   | 4                | 3                | 0                | 4                           | 0                           | 1                           | 5                  | 0                  | 1                  | 41    | 9     | 6       |
| Cruzeiro          | Total             | 85                  | 20                  | 11                  | 24               | 7                | 3                | 15                          | 7                           | 1                           | 29                 | 7                  | 7                  | 152   | 41    | 22      |
| Grêmio            | 2020              | 5                   | 1                   | 0                   | 0                | 0                | 0                | 0                           | 0                           | 0                           | 9                  | 1                  | 0                  | 14    | 1     | 0       |
| Grêmio            | Total             | 5                   | 1                   | 0                   | 0                | 0                | 0                | 0                           | 0                           | 0                           | 9                  | 1                  | 0                  | 14    | 1     | 0       |
| Sport             | 2020              | 21                  | 6                   | 2                   | —                | —                | —                | —                           | —                           | —                           | —                  | —                  | —                  | 25    | 6     | 2       |
| Sport             | 2021              | 0                   | 0                   | 0                   | 0                | 0                | 0                | 0                           | 0                           | 0                           | 5                  | 1                  | 0                  | 21    | 2     | 0       |
| Sport             | Total             | 21                  | 6                   | 2                   | —                | —                | —                | —                           | —                           | —                           | 5                  | 1                  | 0                  | 46    | 8     | 2       |
| Total na carreira | Total na carreira | 398                 | 114                 | 61                  | 62               | 22               | 12               | 83                          | 21                          | 11                          | 127                | 42                 | 13                 | 656   | 202   | 97      |

- a. ^ Incluindo jogos da Copa do Brasil, Copa do Imperador, Copa da Alemanha, Copa da Arábia Saudita e Copa do Presidente
- b. ^ Incluindo jogos da Copa Libertadores da América, Copa Sul-Americana, Copa da UEFA e Liga dos Campeões da AFC
- c. ^ Incluindo jogos da Copa da Liga Japonesa, Campeonato Carioca, Campeonato Mineiro, Copa da Liga Alemã, Copa da Liga Saudita, Copa do Nordeste e amistosos

### Seleção Nacional
Abaixo estão listados todos os jogos e gols do futebolista pela Seleção Brasileira, desde as categorias de base. Abaixo da tabela, clique em expandir para ver a lista detalhada dos jogos de acordo com a categoria selecionada.

#### Sub-23
| Ano   |       |      |         |       |
| Ano   | Jogos | Gols | Assist. | Média |
| ----- | ----- | ---- | ------- | ----- |
| 2008  | 7     | 3    | 0       | 0,42  |
| Total | 7     | 3    | 0       | 0,42  |

#### Principal
| Ano   |       |      |         |       |
| Ano   | Jogos | Gols | Assist. | Média |
| ----- | ----- | ---- | ------- | ----- |
| 2008  | 1     | 0    | 0       | 0     |
| 2011  | 1     | 0    | 0       | 0     |
| 2012  | 5     | 0    | 0       | 0     |
| Total | 7     | 0    | 0       | 0     |

Lista de partidas realizadas
|    | Data                   | Local                       | Resultado   | Adversário | Gols | Assist. | Competição                         |
| -- | ---------------------- | --------------------------- | ----------- | ---------- | ---- | ------- | ---------------------------------- |
| 1. | 26 de abril de 2008    | Londres, Inglaterra         | 1–0         | Suécia     | 0    | 0       | Amistoso                           |
| 2. | 7 de junho de 2011     | São Paulo, Brasil           | 1–0         | Romênia    | 0    | 0       | Amistoso                           |
| 3. | 19 de setembro de 2012 | Goiânia, Brasil             | 2–1         | Argentina  | 0    | 0       | Superclássico das Américas de 2012 |
| 4. | 11 de outubro de 2012  | Malmo, Suécia               | 6–0         | Iraque     | 0    | 0       | Amistoso                           |
| 5. | 16 de outubro de 2012  | Breslávia, Polônia          | 4–0         | Japão      | 0    | 0       | Amistoso                           |
| 6. | 14 de novembro de 2012 | Nova Jérsia, Estados Unidos | 1–1         | Colômbia   | 0    | 0       | Amistoso                           |
| 7. | 21 de novembro de 2012 | Buenos Aires, Argentina     | (3) 2–1 (4) | Argentina  | 0    | 0       | Superclássico das Américas de 2012 |

Seleção Brasileira (total)
| Ano   |       |      |         |       |
| Ano   | Jogos | Gols | Assist. | Média |
| ----- | ----- | ---- | ------- | ----- |
| 2008  | 8     | 3    | 0       | 0,37  |
| 2011  | 1     | 0    | 0       | 0     |
| 2012  | 5     | 0    | 0       | 0     |
| Total | 14    | 3    | 0       | 0,21  |

## Títulos
Paraná
- Campeonato Paranaense: 2006

Fluminense
- Copa do Brasil: 2007
- Taça Guanabara: 2012
- Campeonato Carioca: 2012
- Campeonato Brasileiro: 2012

Al-Hilal
- Campeonato Saudita: 2009 e 2010
- Copa da Coroa do Príncipe: 2010
- Copa do Rei: 2015

Flamengo
- Taça Guanabara: 2011
- Taça Rio: 2011
- Campeonato Carioca: 2011

Cruzeiro
- Copa do Brasil: 2017 e 2018
- Campeonato Mineiro: 2018 e 2019

Grêmio
- Taça Francisco Novelletto: 2020
- Campeonato Gaúcho: 2020

Seleção Brasileira
- Jogos Olímpicos: Bronze em 2008
- Superclássico das Américas: 2011 e 2012

### Prêmios individuais
- Chuteira de Ouro da Revista Placar: 2005
- Troféu Telê Santana: 2004 (melhor jogador) e 2005 (melhor atacante)
- Bola de Ouro da Placar: 2007
- Bola de Prata da Placar: 2007 e 2011
- Seleção do Campeonato Carioca: 2008[101]
- Craque da Rodada / Troféu Armando Nogueira (Campeonato Brasileiro de 2011):  29ª Rodada (nota 9,0);[102] 35ª Rodada (nota 10,0);[103] 36ª Rodada (nota 9,5)[104]
- Craque da Rodada / Troféu Armando Nogueira (Campeonato Brasileiro de 2012): 19ª Rodada (nota 10,0)[105]
- Melhor Jogador do Campeonato Carioca: 2011[106]
- Melhor Meia-direita do Campeonato Carioca: 2011[106]
- Craque da Galera do Campeonato Carioca: 2011[106]
- Troféu Mesa Redonda: 2011
- Segundo Melhor Meio-Campista do Campeonato Carioca: 2012
- Melhor Jogador do Campeonato Saudita: 2013
- Time dos Sonhos Liga dos Campeões da AFC: 2014
- Bola de Prata: 2017
- Prêmio Craque do Brasileirão: 2017
- Troféu Globo Minas - Seleção do Campeonato Mineiro: 2018[107]
- Troféu Guará para o Melhor Meia do ano: 2018